# Centaurea hemiptera
Centaurea hemiptera là một loài thực vật có hoa trong họ Cúc. Loài này được Borbás mô tả khoa học đầu tiên năm 1878.